# Scipione Ardoino Alcontres
Scipione Ardoino Alcontres (Messina, 2 febbraio 1715 – Messina, 5 maggio 1778) è stato un arcivescovo cattolico italiano.

## Biografia
Nato a Messina il 2 febbraio 1715, l'8 marzo 1732 entra a far parte dell'ordine dei Chierici regolari teatini.
Il 19 dicembre 1767 è nominato 45º prelato alla guida della prelatura nullius di Santa Lucia del Mela; l'incarico di nomina regia è conferito da re Ferdinando IV. In qualità di cappellano maggiore di Sua Maestà, di consigliere regio, di referendario apostolico, fa riconoscere l'importanza della diocesi "luciese" dalla commissione presieduta dagli eminenti cardinali della Sacra Congregazione del Concilio Tridentino. Il riconoscimento vere nullius è decretato per mezzo di bolle pontificie emanate rispettivamente da papa Clemente XIII e in seguito da papa Clemente XIV. 
Il 5 marzo 1769 è consacrato vescovo titolare di Zenopoli di Licia nella chiesa di San Vito di Barcellona Pozzo di Gotto da Giovanni Maria Spinelli, arcivescovo di Messina, coconsacranti Carlo Mineo, vescovo di Patti, e Gaetano Galbato, vescovo titolare di Amatunte di Palestina.
Il 17 giugno 1771 succede a Giovanni Maria Spinelli come arcivescovo di Messina.
È morto a Messina il 5 maggio 1778.

## Genealogia episcopale e successione apostolica
La genealogia episcopale è:
- Cardinale Sigismund von Kollonitz
- Cardinale Michele Federico Althann
- Cardinale Juan Álvaro Cienfuegos Villazón
- Cardinale Joaquín Fernández de Portocarrero
- Cardinale Antonio Branciforte Colonna
- Arcivescovo Giovanni Maria Spinelli, C.R.
- Arcivescovo Scipione Ardoino Alcontres, C.R.

La successione apostolica è:
- Vescovo Sebastiano Maria Landolina Nava (1772)
- Vescovo Francesco Maria Cotroneo (1773)